# Provincia de El Tarf
El Tarf (en árabe:  ولاية الطارف ) es un vilayato de Argelia. El Tarf es su capital. El Kala es una ciudad portuaria de esta provincia.

## Municipios con población de abril de 2008
- Aïn El Assel 16,285
- Aïn Kerma 14,377
- Asfour 11,447
- Ben Mehidi33,262
- Berrihane 9,605
- Besbes 46,341
- Bougous 11,234
- Bouhadjar 20,215
- Bouteldja 17,738
- Chebaita Mokhtar 23,135
- Chefia 8,195
- Chihani 10,094
- Dréan 37,686
- Echatt 34,378
- El Aïoun 5,347
- El Kala 28,411
- El Tarf 25,594
- Hammam Beni Salah 5,235
- Lac des Oiseaux 10,624
- Oued Zitoun 5,881
- Raml Souk 4,356
- Souarekh 8,173
- Zerizer 11,064
- Zitouna 9,736

## Territorio y población
Posee una extensión de territorio que ocupa una superficie de 3.339 km². La población de esta provincia es de 411.783 personas (cifras del censo del año 2008). La densidad poblacional es de 123,3 habitantes por cada kilómetro cuadrado de esta provincia.